# Współczynniki greckie
W matematyce finansowej współczynniki greckie oznaczają wrażliwość rynku opcji lub innych instrumentów pochodnych. Greckie współczynniki mierzą zmianę wartości opcji w stosunku do zmiany czynników wpływających na wartość opcji.

## Współczynniki greckie

### Delta
Współczynnik delta oznacza przewidywany stopień zmiany ceny opcji w zależności od małej zmiany ceny instrumentu bazowego będącego przedmiotem opcji.
Współczynnik ten przyjmuje wartość dla opcji kupna z przedziału od 0 do 1, a dla opcji sprzedaży od –1 do 0. W przypadku instrumentu bazowego wartość delta wynosi 1.
Matematycznie, delta jest pochodną wartości opcji {\displaystyle V} po cenie instrumentu bazowego {\displaystyle S.}

#### Wzór
{\displaystyle \Delta ={\frac {\partial V}{\partial S}},}
gdzie:
{\displaystyle \Delta } – zmiana ceny opcji,
{\displaystyle V} – wartość opcji,
{\displaystyle S} – cena instrumentu bazowego.

### gamma
Jest miarą zmiany wartości współczynnika delta. Innymi słowy jest drugą pochodną wartości opcji {\displaystyle V} po cenie instrumentu bazowego {\displaystyle S.} {\displaystyle {}\ \Gamma ={\frac {\partial ^{2}V}{\partial S^{2}}}.}

### theta
Mierzy wrażliwość wartości opcji na upływ czasu do wygaśnięcia (inaczej, pochodna wartości po czasie). {\displaystyle {}\ \Theta =-{\frac {\partial V}{\partial T}}.}

### vega
Jest miarą zmiany wartości opcji na skutek zmiany zmienności instrumentu bazowego, {\displaystyle \nu ={\frac {\partial V}{\partial \sigma }}.} Vega nie jest nazwą litery alfabetu greckiego. Jako symbolu używa się litery {\displaystyle \nu } (ny). W niektórych opracowaniach używa się kappa, {\displaystyle {}\ \kappa .}

### rho
Mierzy wrażliwość zmiany wartości opcji na zmianę stopy wolnej od ryzyka. {\displaystyle {}\ \rho ={\frac {\partial V}{\partial r}}.}

## Black-Scholes
Na podstawie modelu Blacka-Scholesa współczynniki greckie są liczone w następujący sposób. {\displaystyle \phi } (phi) jest funkcją gęstości rozkładu normalnego oraz {\displaystyle \Phi } jest wartością dystrybuanty rozkładu normalnego. Należy zauważyć, że gamma i vega mają takie same wzory dla opcji kupna i sprzedaży.
Dla danych:
ceny instrumentu bazowego, {\displaystyle S,}

ceny wykonania, {\displaystyle K,}

stopy wolnej od ryzyka, {\displaystyle r,}

rocznej stopa dywidendy dla indeksu, {\displaystyle q,}

czas do realizacji, {\displaystyle \tau =T-t,}

historyczna zmienność, {\displaystyle \sigma ...}
|            | Opcje kupna | Opcje sprzedaży |
| ---------- | --- | --- |
| delta      | {\displaystyle e^{-q\tau }\Phi (d_{1})} | {\displaystyle -e^{-q\tau }\Phi (-d_{1})} |
| gamma      | {\displaystyle e^{-q\tau }{\frac {\phi (d_{1})}{S\sigma {\sqrt {\tau }}}}} | {\displaystyle e^{-q\tau }{\frac {\phi (d_{1})}{S\sigma {\sqrt {\tau }}}}} |
| vega       | {\displaystyle Se^{-q\tau }\phi (d_{1}){\sqrt {\tau }}} | {\displaystyle Se^{-q\tau }\phi (d_{1}){\sqrt {\tau }}} |
| theta      | {\displaystyle -e^{-q\tau }{\frac {S\phi (d_{1})\sigma }{2{\sqrt {\tau }}}}-rKe^{-r\tau }\Phi (d_{2})+qSe^{-q\tau }\Phi (d_{1})}                                                             | {\displaystyle -e^{-q\tau }{\frac {S\phi (d_{1})\sigma }{2{\sqrt {\tau }}}}+rKe^{-r\tau }\Phi (-d_{2})-qSe^{-q\tau }\Phi (-d_{1})}                                                           |
| rho        | {\displaystyle K\tau e^{-r\tau }\Phi (d_{2})} | {\displaystyle -K\tau e^{-r\tau }\Phi (-d_{2})} |
| volga      | {\displaystyle Se^{-q\tau }\phi (d_{1}){\sqrt {\tau }}{\frac {d_{1}d_{2}}{\sigma }}=Vega{\frac {d_{1}d_{2}}{\sigma }}}                                                                       | {\displaystyle Se^{-q\tau }\phi (d_{1}){\sqrt {\tau }}{\frac {d_{1}d_{2}}{\sigma }}=Vega{\frac {d_{1}d_{2}}{\sigma }}}                                                                       |
| vanna      | {\displaystyle -e^{-q\tau }\phi (d_{1}){\frac {d_{2}}{\sigma }}\,={\frac {Vega}{S}}\left[1-{\frac {d_{1}}{\sigma {\sqrt {\tau }}}}\right]}                                                   | {\displaystyle -e^{-q\tau }\phi (d_{1}){\frac {d_{2}}{\sigma }}\,={\frac {Vega}{S}}\left[1-{\frac {d_{1}}{\sigma {\sqrt {\tau }}}}\right]}                                                   |
| charm      | {\displaystyle -qe^{-q\tau }\Phi (d_{1})+e^{-q\tau }\phi (d_{1}){\frac {2(r-q)\tau -d_{2}\sigma {\sqrt {\tau }}}{2\tau \sigma {\sqrt {\tau }}}}}                                             | {\displaystyle qe^{-q\tau }\Phi (-d_{1})-e^{-q\tau }\phi (d_{1}){\frac {2(r-q)\tau -d_{2}\sigma {\sqrt {\tau }}}{2\tau \sigma {\sqrt {\tau }}}}}                                             |
| color      | {\displaystyle -e^{-q\tau }{\frac {\phi (d_{1})}{2S\tau \sigma {\sqrt {\tau }}}}\left[2q\tau +1+{\frac {2(r-q)\tau -d_{2}\sigma {\sqrt {\tau }}}{2\tau \sigma {\sqrt {\tau }}}}d_{1}\right]} | {\displaystyle -e^{-q\tau }{\frac {\phi (d_{1})}{2S\tau \sigma {\sqrt {\tau }}}}\left[2q\tau +1+{\frac {2(r-q)\tau -d_{2}\sigma {\sqrt {\tau }}}{2\tau \sigma {\sqrt {\tau }}}}d_{1}\right]} |
| dual delta | {\displaystyle -e^{-r\tau }\Phi (d_{2})} | {\displaystyle e^{-r\tau }\Phi (-d_{2})} |
| dual gamma | {\displaystyle e^{-r\tau }{\frac {\phi (d_{2})}{K\sigma {\sqrt {\tau }}}}} | {\displaystyle e^{-r\tau }{\frac {\phi (d_{2})}{K\sigma {\sqrt {\tau }}}}} |

gdzie
{\displaystyle d_{1}={\frac {\ln(S/K)+(r-q+\sigma ^{2}/2)\tau }{\sigma {\sqrt {\tau }}}}}
{\displaystyle d_{2}={\frac {\ln(S/K)+(r-q-\sigma ^{2}/2)\tau }{\sigma {\sqrt {\tau }}}}=d_{1}-\sigma {\sqrt {\tau }}}
{\displaystyle \phi (x)={\frac {e^{-{\frac {x^{2}}{2}}}}{\sqrt {2\pi }}}}
{\displaystyle \Phi (x)=\int _{-\infty }^{x}{\frac {e^{-{\frac {y^{2}}{2}}}}{\sqrt {2\pi }}}\,dy=\int _{-x}^{\infty }{\frac {e^{-{\frac {y^{2}}{2}}}}{\sqrt {2\pi }}}\,dy}